# Corte de Roma
Corte de Roma o corte romana es el nombre con que a veces se designa la Curia Romana.

## Término despectivo
Comenzaron a usar este nombre los protestantes para despreciar las decisiones dogmáticas de la Santa Sede y oponerse también a las cuestaciones que se hacían en nombre del papa. Los jansenistas y galicanos también usaban el nombre de Corte con idénticos sentimientos de oposición. 

## Estados Pontificios
Muchas veces se entiende por corte romana la parte de ministros, prelados y tribunal que entendían en los asuntos temporales de los Estados Pontificios. Aunque hoy está desposeído de ellos el papa, conserva todavía su secretario de Estado con los ministros correspondientes.